# Francisco Javier Ochoa de Echagüen
Francisco Javier Ochoa de Echagüen est un joueur d'échecs espagnol né le 4 septembre 1954. Il a le titre de  maître international depuis 1981.

## Résultats
Il a été vice-champion d'Espagne en 1993, derrière le grand maître Juan Mario Gómez Esteban. Il a été champion d'Espagne junior en 1974 et champion d'Espagne actif d'échecs en 1989. La même année, il a remporté l'Open international d'Andorre.
Il a représenté l'Espagne aux Olympiades d'échecs à cinq reprises, en 1976 à Haïfa, en 1982 à Lucerne, en 1984 à Thessalonique, en 1986 à Dubaï et en 1988 de nouveau à Thessalonique. Il a remporté la médaille d'or individuelle au premier échiquier de réserve aux Olympiades de Thessalonique en 1984.

## Autres activités échiquéennes
Il est l'actuel président de la Fédération espagnole des échecs, poste qu'il occupe depuis novembre 1997, et de la Fédération ibéro-américaine des échecs.